# Leonardo Gribeo
Leonardo Gribeo fue un conquistador italiano al servicio de la Corona Española. En 1536 fue parte de la expedición de Pedro de Mendoza al Río de la Plata.

## Biografía
Según se conoce, nacido en Bezanzón, en el Franco Condado, o según algunos autores en Cagliari. Casó con Isabel Martin, hija del conquistador Manuel Martin. Gribeo fue regidor, procurador y defensor de Asunción durante el Virreinato del Perú.